# Django (1966)
Django (bra/prt: Django) é um filme hispano-italiano de 1966, dos gêneros ação, suspense e faroeste, dirigido por Sergio Corbucci e estrelado por Franco Nero.
Em outubro de 2021, a Versátil Home Vídeo iniciou a pré-venda no Brasil da edição limitada do filme em blu-ray na loja virtual VersátilHV, que será lançado em 31 de janeiro de 2022.

## Sinopse
Arrastando um caixão contendo uma poderosa metralhadora, Django chega à fronteira do México para lutar até a morte contra duas quadrilhas rivais e assim punir os responsáveis pela morte da sua mulher. Traído pelo bandido com quem fizera um acordo, Django se alia a María.

## Elenco
- Franco Nero - Django
- Loredana Nusciak - María
- Jose Bodalo - gen. Hugo Rodriguez
- Angel Alvarez - Nathaniel
- Eduardo Fajardo - major Jackson
- Rafael Albaicin - homem de Rodriquez
- Ivan Scratuglia - membro da Ku Klux Klan
- Luciano Rossi - membro da Ku Klux Klan
- Guillermo Mendez - membro da Ku Klux Klan
- Gino Pernice  - irmão Jonathan
- Simon Arriaga - Miguel
- Remo de Angelis - Riccardo
- Jose Terron - Ringo
- Lucio De Santis - bandido do chicote
- Cris Huerta - oficial mexicano
- Silvana Bacci - prostituta mexicana
- Jose Canalejas - Hugo Henchman

## Recepção
No agregador de críticas Rotten Tomatoes, que categoriza as opiniões apenas como positivas ou negativas, o filme tem um índice de aprovação de 92% calculado com base em 12 comentários dos críticos.